# متراس (عين العرب)
متراس  قرية سوريّة تتبع إداريّاً لمحافظة حلب منطقة عين العرب ناحية صرين، بلغ تعداد سكانها 534 نسمة حسب التعداد السكاني لعام 2004.